# روزنامه‌نگاری جامعه
روزنامه‌نگاری جامعه محلی‌گرا است و به‌طور خاص اخباری را پوشش می‌دهد که بر محله‌های یک شهر، حومهٔ شهرها و بخش‌های کوچک به جای اخبار کلان‌شهرها، ایالات و اخبار ملی و جهانی، تأکید دارد. اگر موضوعات گسترده‌تر را پوشش دهد این روزنامه‌نگاری بر اثراتی که بر خوانندگان محلی دارد تمرکز می‌کند.
روزنامه‌های جامعه، گاهی و نه همیشه هفتگی چاپ می‌شوند و سعی دارند موضوعاتی را پوشش دهند که رسانه‌های خبری بزرگ توجهی به آن‌ها نمی‌کنند. برخی موضوعات مثل دانش‌آموران برتر دبیرستان، ورزش‌های مدرسه، جرائمی مثل خرابکاری، موضوعات منظقه‌ای و دیگر جزئیات زندگی اجتماعی است. با این حال این مقالات فرامحلی مثل داستان‌های پیش پا افتاده فراموش می‌شوند. Leo Lerner مؤسس سابق Lerner Newspapers در شیکاگو، می‌گوید یک دعوای کوچک در یک خیابان برای مردم بسیار مهم‌تر از جنگ در اروپا است.
تعداد زیادی از روزنامه‌های جامعه‌ای در اختیار سازمان‌های خبری است در حالی که خیلی از روزنامه‌های محلی فعالیت‌های خانوادگی است.